# Ratko Mladić
Ratko Mladić (chữ Cyrillic Serbia: Ратко Младић, phát âm [rấtkɔ mlǎːditɕ], sinh ngày 12 tháng 3 năm 1942) là một thượng tướng cựu chỉ huy quân đội Serbia Bosnia, bị buộc tội vi phạm tội ác chiến tranh, tội ác chống lại loài người và diệt chủng.
Ngày 31 tháng 5 năm 2011, Mladić bị chính quyền Serbia cho dẫn độ đến Den Haag nơi ông bị giam giữ tại trung tâm giam giữ các bị can cho Tòa án Tội phạm chiến tranh quốc tế cho cựu Nam Tư (ITCY). Ngày 22 tháng 11 năm 2017, ông bị cho là có tội về 10 điểm trong tổng số 11 cáo buộc và bị kết án tù chung thân.

## Tiểu sử
Tướng Mladic được đào tạo tại học viện quân sự của Quân đội Nhân dân Nam Tư ở Belgrade và lên tới quân hàm đại tá trong thời gian phục vụ tại đây. Khi Liên bang Nam Tư bắt đầu tan rã vào năm 1991, Mladic được điều tới thị trấn Knin. Một năm sau, Mladic được lên hàm cấp tướng và đảm nhận quyền chỉ huy toàn bộ lực lượng quân đội Serbia ở Bosnia.
Ratko Mladic được báo chí mô tả là "tên tội phạm nguy hiểm nhất châu Âu kể từ sau thời phát xít,".
Bản cáo trạng được đọc tại Tòa án Quốc tế về Tội phạm chiến tranh xử Mladic vắng mặt hơn 10 năm trước đã liệt kê một loạt các tội ác kinh hoàng của vị tướng này, kinh khủng nhất là hoạt động chỉ huy giết hại 8.000 đàn ông và bé trai tại Srebrenica..
Bản cáo trạng về tội ác năm 1995 của Mladic được thẩm phán Fouad Riad đọc năm đó có viết: đã tìm thấy những bằng chứng "về sự tàn bạo không thể tưởng tượng nổi: Hàng ngàn người đàn ông bị giết hại và chôn trong các ngôi mộ tập thể, hàng trăm người bị chôn sống, những người đàn ông và phụ nữ bị xẻ thịt, trẻ em bị giết trước mặt mẹ của họ, ông phải ăn gan của cháu trai mình. Đó giống như những cảnh từ địa ngục được viết trong các trang đen tối nhất của lịch sử con người"..
"Trên 500 nạn nhân của vụ diệt chủng Srebrenica là những đứa trẻ dưới 18 tuổi", Hasan Nuhanovic, một người trốn thoát khỏi Srebrenica có cha, mẹ và một người em trai bị hành hình, kể lại. "Chúng đều chỉ mới 16, 17 tuổi khi bị hành quyết". Tại Sarajevo, Mladic đã ra lệnh sử dụng trọng pháo và các tay súng bắn tỉa nhắm vào dân thường. Lực lượng của Mladic cũng bị tố cáo sử dụng việc hãm hiếp có hệ thống như một vũ khí chiến tranh.
Sống tự do tại Belgrade một thời gian, Tướng Mladic biệt tăm khi cựu tổng thống Nam Tư Slobodan Milosevic bị bắt vào năm 2001. Cùng với tướng Radovan Karadžić, ông tượng trưng cho chiến dịch thanh trừng sắc tộc của Serbia chống lại người Croatia và người Hồi giáo.
Giáo sư Zoran Dragisic nghiên cứu về khủng bố tại Đại học Belgrade cho rằng vị tướng này đã có thể trốn tránh công lý lâu như vậy là vì các cơ quan chính phủ Serbia trong quân đội và lực lượng an ninh đã bảo vệ cho ông ta. Danh tiếng của Mladic là một nhà ái quốc Serbia đã mang lại cho ông lòng trung thành của nhiều người. Tuy nhiên, đối với hàng ngàn phụ nữ bị giam cầm trong "trại hiếp dâm" tại miền đông Bosnia, với những gia đình của vô số những người vô tội bị giết hại, đối với các nhà điều tra tội phạm chiến tranh, và đối với những người từng phải bất lực chứng kiến sự tàn phá Sarajevo, Mladic không thể không bị bắt. Những tội ác của ông ta gây ra chấn thương không chỉ đối với người dân của Bosnia, người Serbia, người Croatia và người Hồi giáo, mà còn đối với toàn thể người dân châu Âu.
Vào ngày 22 tháng 11 năm 2017, ông bị cho là có tội về 10 điểm trong tổng số 11 cáo buộc và bị kết án tù chung thân.